# Małżeństwo w islamie

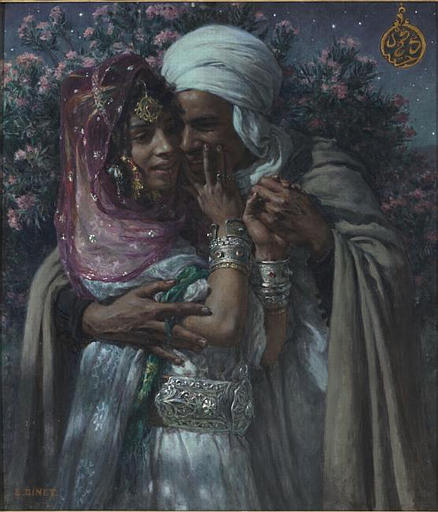
Legenda arabska: Niewolnik miłości, światło oczu – obraz autorstwa Étienne Dinet (1861–1929), olej na płótnie, Muzeum Orsay w Paryżu.

## Rys historyczny
Nauka Mahometa pogłębiła istotę i treść związku małżeńskiego jako formy współżycia mężczyzny z kobietą, która przedtem oparta była tylko na prokreacji jako jedynym celu. Przyczyniła się do ochrony kobiety bardziej niż miało to miejsce kiedykolwiek przedtem – wymaga od męża szacunku dla kobiety i utrudnia mu rozwód.
W porównaniu ze Starym czy Nowym Testamentem Koran przypisuje duże znaczenie do afirmacji seksualności i traktuje łagodniej niektóre przewinienia seksualne. Jednak tak samo potępia masturbację czy rozbicie małżeństwa przez innego człowieka.
W kulturze arabskiej kobieta jest zdominowana pod względem ekonomicznym i społecznym przez mężczyznę. Nauka Mahometa nieco złagodziła to podejście – mąż zobowiązany został do troszczenia się o kobietę. W sferze erotycznej [muzułmanin] był zobowiązany do czułości wobec żony i zważania na jej potrzeby seksualne.
Islam nie dopuszcza swobody seksualnej. Kobiety i mężczyźni nie mogą mieć doświadczeń seksualnych ani przed ani poza małżeństwem. Jednakże powszechność konkubinatu wymusiło unormowanie prawne tego stanu. Pomimo promocji małżeństwa nie jest on faktycznie zakazany. Konkubina posiada większość praw żony na mocy prawa.
Karą stosowaną za seks przedmałżeński jest 100 razów [Qur'an, Sura 24 (An-Nur), ayat 2]. Karą za oskarżenie, po którym nie nastąpiły wymagana liczba zeznań świadków 80 razów [Qur'an, Sura 24 (An-Nur), ayat 4-5].
Skazanie za seks przedmałżeński, zdradę lub seks pozamałżeński wymaga zeznań czterech mężczyzn będących naocznymi świadkami penetracji. Każdy z nich musi obserwować akt penetracji w tym samym czasie co pozostali.
Kary za stosunek, w którym przynajmniej jedna osoba jest lub była w związku małżeńskim są znacznie surowsze, na podstawie Hadith Sahih al Bukhari: 3829, 8804, 8805 oraz 8824. Przykładowo karą za stosunek kobiety z doświadczeniem małżeństwa oraz młodszym mężczyzną nie będącym jej mężem, jest ukamienowanie kobiety oraz chłosta i roczne wygnanie mężczyzny. Prowadzi to do powszechności praktyk uznawanych za sprzeczne z zachodnimi prawami człowieka. Częste są przypadki kamienowania ofiar gwałtu zbiorowego na podstawie świadectw gwałcicieli.
Wymóg 4 naocznych świadków faktycznie uniemożliwia ukaranie mężczyzny dopuszczającego się cudzołóstwa. Groźba dla „pomawiającej” kobiety jest bardziej realna z uwagi na praktyczną niemożliwość dopełnienia wymogu liczby świadków. W ten sposób kobiety zmuszane są do milczenia, a mężczyźni pomimo litery prawa, cieszą się realną swobodą seksualną.
Prorok Mahomet zachęcał do mieszania rasy – każdy muzułmanin powinien się czuć misjonarzem i „mieszać” – zarówno poprzez kontakty erotyczne jak i małżeństwo z innowiercami.

## Wielożeństwo w islamie
Kultura arabska powszechnie akceptuje poligamię. Badacze Koranu widzą w tym wpływ osobistego życia twórcy religii na jej seksualny etos. Sam Mahomet żył z pierwszą, starszą od niego o 16 lat żoną Chadidżą przez kilkanaście lat we wzorowym, wiernym małżeństwie i miał sześcioro dzieci. Po śmierci żony zachowanie seksualne Proroka zmieniło się radykalnie. W sumie miał on mieć 12 żon, a oprócz nich posiadał także konkubiny. Wszystkie oprócz A'iszy były wdowami i muzułmańska tradycja podkreśla, że poślubiając je Prorok zapewnił im utrzymanie, ratując przed groźbą nędzy, na którą w ówczesnym arabskim społeczeństwie była narażona niezamężna kobieta (zachodni orientaliści zauważają jednak, że w rzeczywistości za małżeństwami Mahometa stały w większości polityczne sojusze, które wówczas w ten właśnie sposób były cementowane). Z analogicznych powodów po bitwie pod Uhud w 625 r. n.e., w której zginęło wielu muzułmanów, Mahomet nakazał swoim wyznawcom zawieranie małżeństw z wdowami poległych kolegów – i to z tak wieloma, jak tylko można. Każdy powinien mieć do czterech żon odpowiednio do majątku. Redaktorzy Koranu z tego niezbyt jasnego zalecenia proroka wysnuli wniosek, że mężczyzna może mieć cztery żony i dowolną liczbę konkubin.
Poligamia wśród ludzi niezbyt bogatych miała zwykle charakter bigamii – starsza żona prowadziła dom, a młodsza zaspokajała potrzeby męża. Wielożeństwo władców, mających liczne żony, wiązało się z koniecznością posiadania haremu (części domu przeznaczonej tylko dla kobiet – żon i konkubin). Upowszechnienie haremów było wynikiem kumulacji kapitału w rękach nielicznych władców i bogaczy. Haremy nie były efektem niezwykłej żądzy i wydolności seksualnej właściciela, który zresztą zwykle bywał w starczym wieku, lecz symbolem jego pozycji społecznej i prestiżu społeczno-majątkowego. Kobiety, strzeżone przez eunuchów, były skazane na dość długie okresy abstynencji – jeśli bowiem kobieta nie była akurat aktualną faworytką pana, mogła być szczęśliwa, jeśli spędziła z mężczyzną chociaż jedną noc w roku. Natomiast ewentualne nawiązanie kontaktów seksualnych z niewolnikiem łączyło się z groźbą pozbawienia życia.
Według prawa koranicznego muzułmanin może posiadać do czterech żon, choć sam Mahomet miał ich około ośmiu.
W większości krajów muzułmańskich mężczyźni posiadają jednak zwykle tylko jedną żonę. Odsetek małżeństw poligamicznych nie przekracza w większości tych krajów 2-3%, gdyż na posiadanie więcej niż jednej żony stać niewielu.  

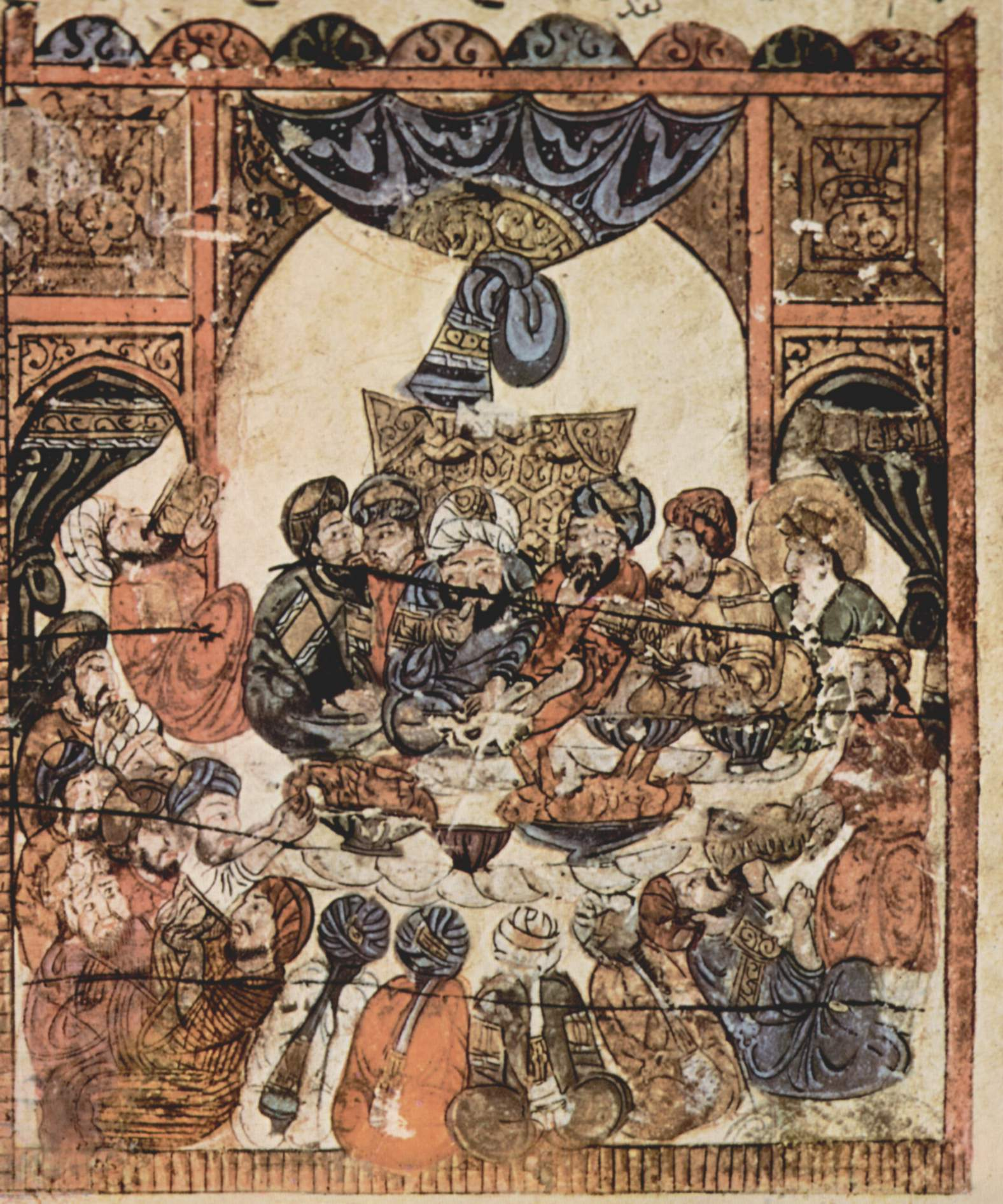
Wesele arabskie (malowidło autorstwa malarza irackiego z około 1230 roku)

## Małżeństwo mut’a
Wśród szyitów istnieje zwyczaj tzw. małżeństw czasowych zwanych mut’a, które polegają na symbolicznym poślubieniu kobiety na jedną noc i wzięciu z nią rozwodu następnego dnia rano, dzięki czemu unika się grzechu cudzołóstwa. Zwyczaj ten jednak potępia większość szyickich duchownych. Wśród sunnitów obyczaj ten nie występuje, gdyż ceremonia poślubienia jest ważna tylko gdy zatwierdzi je mułła.
Małżeństwo mut’a było rodzajem małżeństwa czasowego wprowadzonego najpierw przez Szyitów dla urozmaicenia życia seksualnego mężczyzn. Mogło być zawarte bez zgody rodziny kobiety. Przez czas jego trwania mężczyzna był zobowiązany do utrzymania żony i płacenia jej wcześniej ustalonej sumy. Po upływie umówionego terminu małżeństwo ustawało, a kobieta nie miała żadnych praw do odszkodowania z tego tytułu. Szyici wymagali nawet zawarcia małżeństwa mut’a przy uczęszczaniu do domów publicznych. Za drobną opłatą małżeństwa takiego (z prostytutką) udzielali kapłani stawiani przed domem publicznym.

## Rozwód w islamie
W razie złego jej traktowania, bezpodstawnych podejrzeń o niewierność lub nieuznania przez męża narodzonego przez nią dziecka, kobieta mogła się rozwieść. Jeśli zaś została odtrącona przez męża, mogła żądać zwrócenia jej posagu. Przed Mahometem rozwód ze strony mężczyzny, bez podania powodu, był bardzo łatwy. Wystarczyło, że mężczyzna trzy razy powiedział: Rozwiodłem się z tobą. Sprawiało to, że nawet biedny Arab mógł mieć wiele kolejnych żon, gdy po miesiącu współżycia rozwiódł się w taki sposób (nie mógł się rozwodzić tylko wtedy, gdy żona była w ciąży). Wpływ islamu zmienił tę sytuację. Ponieważ nałożył obowiązek utrzymywania żon przez męża, tylko nieliczni bogaci mężczyźni mogli sobie pozwolić na wielożeństwo. Ponadto, islam zachowując prawo mężczyzny do uzyskania rozwodu bez podania powodu, jednocześnie utrudnił to poprzez przepisanie „kwarantanny”, czyli czasu do namysłu i obowiązek troszczenia się o rozwiedzioną żonę. Z obowiązku tej troski mógł być zwolniony tylko wtedy, gdyby zagrażało to jego dobrobytowi.
Według Koranu mężczyźnie wolno jest dwa razy oddzielić się od tej samej kobiety i znowu ją poślubić. Gdy chce on ją poślubić po trzecim odrzuceniu, musi ona w międzyczasie być zamężna i rozwiedziona z innym mężczyzną. Ponowne ożenienie się po trzykrotnym rozwodzie było dość częste. Pomagała w tym instytucja mostahil’a (męża zastępczego lub pomocniczego), który opłacony przez dawnego małżonka zawierał małżeństwo z jego byłą żoną. Zaślubiny z mostahil’em następowało w formie małżeństwa według zwykłego prawa małżeńskiego lub jako małżeństwo czasowe (tzw. małżeństwo mut-a). W pierwszym przypadku kobieta musiała odczekać co najmniej trzy cykle miesięczne do ponownego małżeństwa.